# Посавски партизански одред (Хрватска)
Посавски партизански одред Десетог загребачког корпуса НОВЈ је био партизанска јединица у саставу Народноослободилачке војске и партизанских одреда Југославије током Другог светског рата у Хрватској.

## Историјат
Формиран је 29. фебруар 1944. на подручју Дугог Села од једне чете Западне групе НОП одреда 10. корпуса и једне чете 32. дивизије НОВЈ. У свом саставу имао је један батаљон, укупне јачине око 100 бораца. У састав новоформиране Источне групе НОП одреда 10. корпуса НОВЈ ушао је 14. марта. Дејствовао је, претежно, у Посавини изводећи диверзије на комуникацијама и нападе на мање окупаторове, усташке и домобранске посаде, патроле и колоне. Одред је 8. марта извршио диверзију на прузи Београд—Загреб између Сесвета и Краљевца, напао 21. марта непријатељски транспорт код села Божјаковине, водио 27. марта борбу у селу Ругвици, а 29. марта код Оборова где је претрпео велике губитке. Ту је погинуо и командант Одреда, Стјепан Бобинец Шумски, народни херој. После попуне новим борцима, Одред је ноћу 3/4. маја водио поновно борбе са домобранима код Оборова, 27. и 27/28. маја учествује у великој диверзији на прузи Загреб—Кутина, а 2. августа на прузи Загреб—Крижевци. Осигуравао је летину на свом подручју и вршио мобилизацију нових бораца. Крајем јула Одреду је придодат један батаљон из састава 34. дивизије НОВЈ, а у августу формиран је још један батаљон, па је тада имао три батаљона. У септембру је дао један батаљон за попуну јединица 33. дивизије НОВЈ, а у новембру још један батаљон за попуну јединица 34. дивизије. Крајем новембра формиран је нов батаљон, па је у децембру 1944. имао два батаљона са 458 бораца. За све то време водио је мање борбе с немачким, усташким и домобранским јединицама. Одред је 1. и 3. новембра успешно напао из заседе на цести Сисак—Поповача око 200 војника из немачке 1. козачке коњичке дивизије, 9. новембра код села Свињичке и 30. новембра код Миклеушке, 19. децембра; усташа код Јежева, а 15. новембра и 15. децембра врши диверзије код Дугог Села и Сесвцта. Почетком јануара 1945. Одред је упутио један батаљон за попуну Мославачког НОП одреда а средином јануара поновно формирао нов 2. батаљон; 11. фебруара ушао је у састав Групе НОП одреда 10. корпуса НОВ], а 22. фебруара у састав 34. дивизије НОВ]. Од јануара до краја априла 1945. дејстовао је на подручју Дугог Села. Истакао се у борби против домобране код Велешевца кад је 20/21. марта одбио напад јаких непријатељевих
снага и принудио непријатеља на повлачење. Расформиран је крајем априла 1945, а његовим људством (око 450 бораца) попуњене су јединице 34. дивизије НОВЈ.